# Subilla confinis
Subilla confinis är en halssländeart som först beskrevs av Stephens 1836.  Subilla confinis ingår i släktet Subilla och familjen ormhalssländor. Inga underarter finns listade i Catalogue of Life.

## Bildgalleri

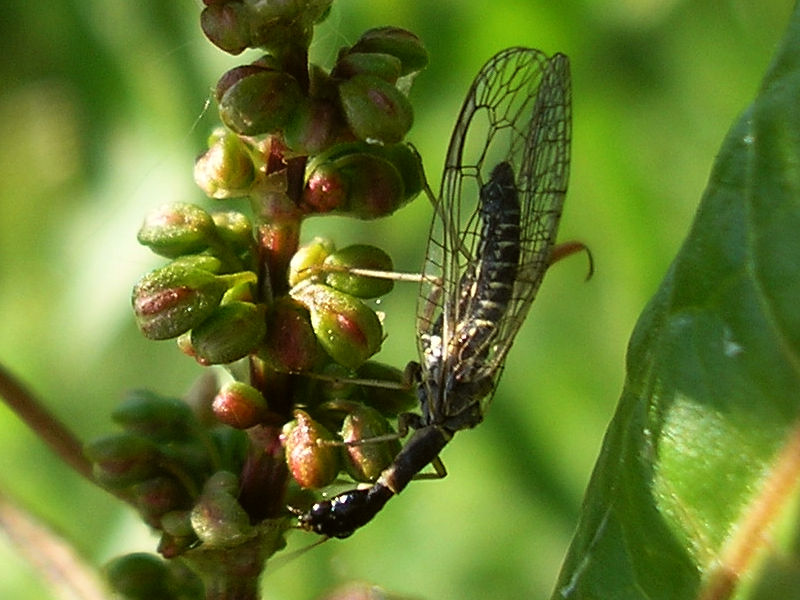
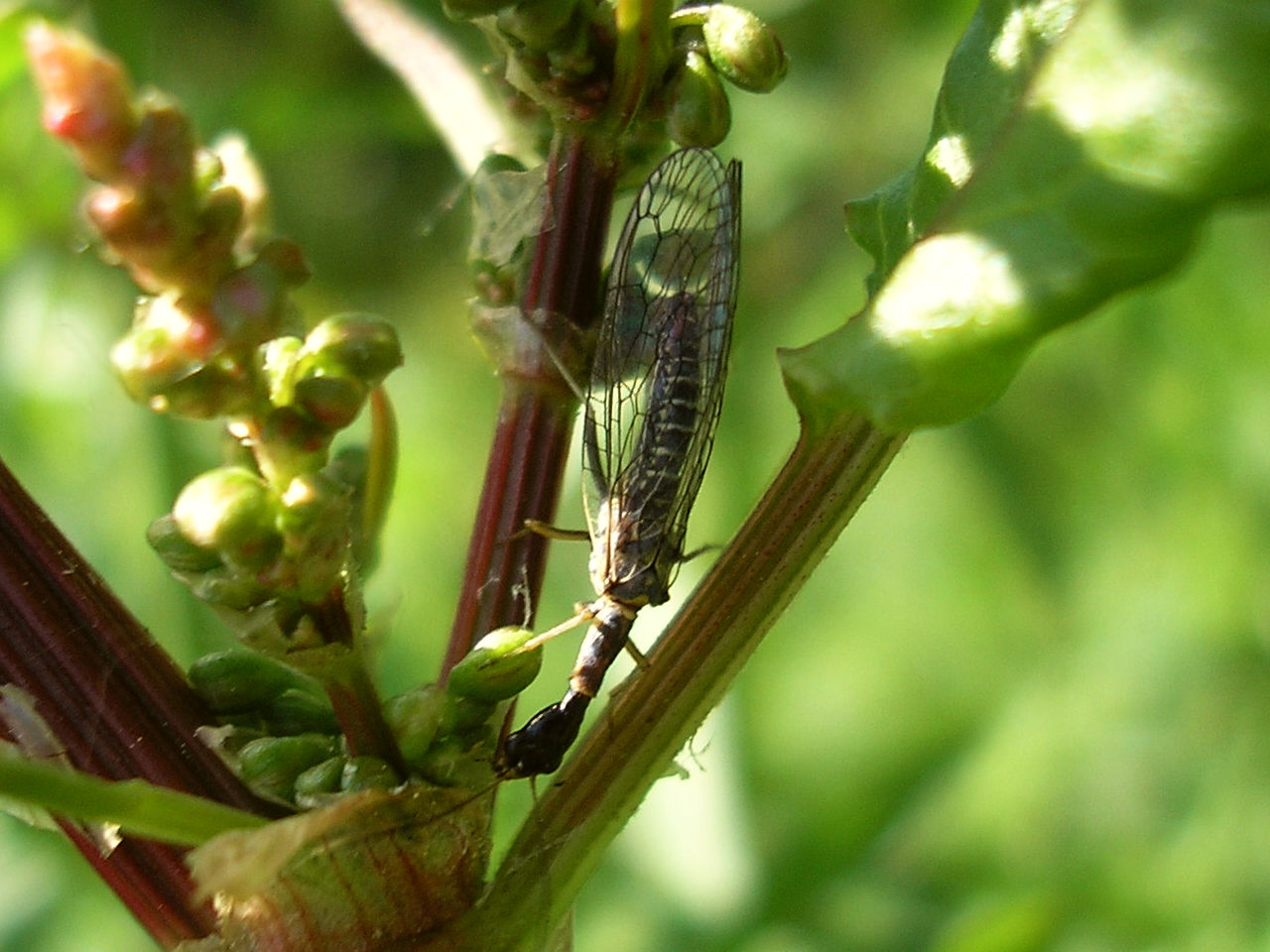
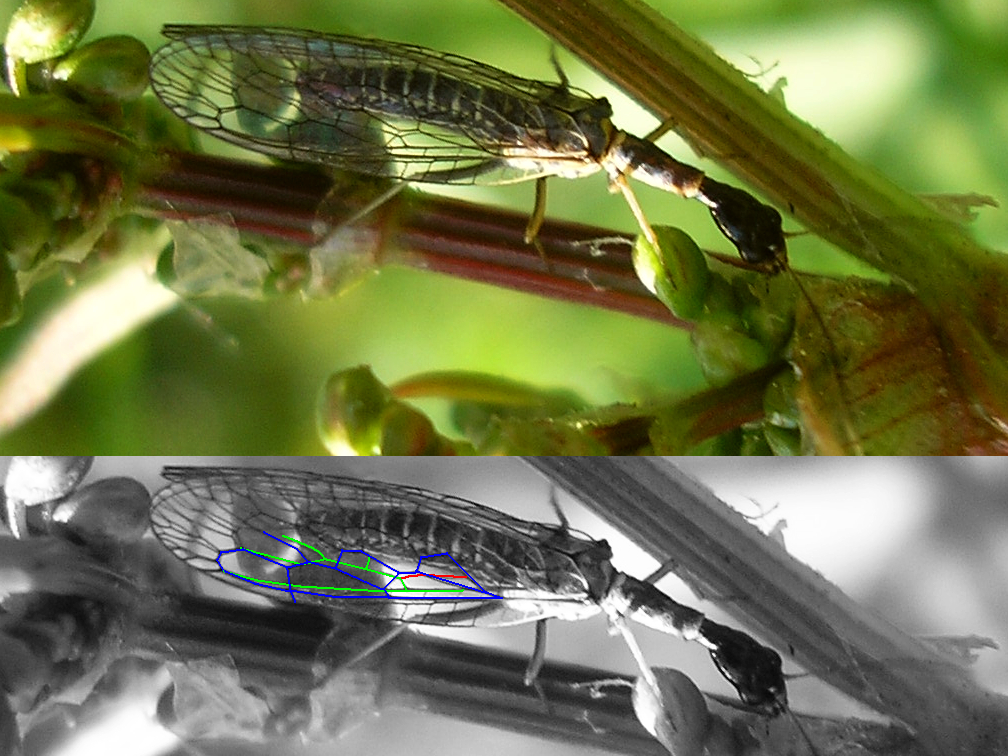